# Hal Leonard
Hal Leonard LLC (anteriormente Hal Leonard Corporation) é uma empresa americana de publicação e distribuição de música fundada em Winona, Minnesota, por Harold "Hal" Edstrom, seu irmão, Everett "Leonard" Edstrom, e o músico Roger Busdicker. Atualmente sediada em Milwaukee, Wisconsin, é a maior editora de partituras do mundo.

## História

### 1947 a 2016
A empresa produz partituras, cancioneiros (songbooks) e pacotes de livros de métodos (com áudio), além de arranjos para bandas, orquestras e corais, livros de referência, vídeos instrucionais e acompanhamentos instrumentais. Além disso, distribuem outras marcas, como Gibraltar, Gretsch Drums, Avid, Blue Microphones e muitas mais. Em 1989, a Hal Leonard adquiriu a Jenson Publications e seu catálogo de títulos para bandas, orquestras e corais. Em 1995, a Hal Leonard começou a distribuir vídeos instrutivos e materiais de áudio da Homespun Music Instruction.
Em 1997, a Hal Leonard e o Music Sales Group fundaram SheetMusicDirect.com, o primeiro site do mundo para partituras digitais e tablaturas de guitarra. Em 2004, Hal Leonard adquiriu a Applause Theatre e a Cinema Books. Em 2006, Hal Leonard adquiriu a Amadeus Press e a Limelight Editions. Também em 2006, Hal Leonard adquiriu a Backbeat Books, que publica o guia de referência AllMusic e outras publicações relacionadas à música, da CMP.
Em 2009, Hal Leonard adquiriu a Shawnee Press do Music Sales Group. Em 2014, Hal Leonard adquiriu o Noteflight, um serviço de notação musical online e uma comunidade para compartilhamento de partituras. A empresa de capital privado Seidler Equity Partners adquiriu a participação majoritária da empresa em junho de 2016. Após a mudança de propriedade, Hal Leonard foi reorganizado de uma corporação para uma sociedade de responsabilidade limitada.

### 2017 até o presente
Em 2017, Hal Leonard adquiriu a varejista de música online Sheet Music Plus. Em 2018, a Hal Leonard comprou os negócios de música impressa física e on-line da editora de música independente global The Music Sales Group.Eles também adquiriram o Groove3, um site líder especializado em vídeos tutoriais de tecnologia musical. Em dezembro de 2018, a Hal Leonard anunciou que havia vendido cinco de suas marcas comerciais - Hal Leonard Books, Applause Theatre & Cinema Books, Amadeus Press, Backbeat Books e Limelight Editions - para a Rowman & Littlefield.
Em 2020, a Hal Leonard publica, distribui e representa os interesses de música impressa para uma infinidade de editoras, tanto clássicas quanto populares. Na América do Norte, a Hal Leonard é a licenciada exclusiva dos direitos de impressão do Disney Music Group e do Universal Music Publishing Group. A Hal Leonard também é a distribuidora norte-americana de várias editoras clássicas americanas e europeias, incluindo G. Schirmer, Inc., Boosey &amp; Hawkes, Éditions Durand e Faber Piano Adventures. Por meio da aquisição de várias editoras de música para escolas nos últimos 40 anos, a Hal Leonard é atualmente uma das maiores editoras de música no campo da educação musical; seu principal concorrente no mercado educacional é a Alfred Music.
A sede corporativa da Hal Leonard fica em Milwaukee, Wisconsin. Suas instalações de distribuição, produção e armazenamento ficam em Winona, Minnesota. A empresa também tem escritórios em Austin, Boston e São Francisco. A empresa também tem escritórios no exterior, na Austrália, Bélgica, China, Alemanha, Holanda, Índia, Itália, Suíça, bem como em Londres e Bury St. Edmunds, na Inglaterra.
A Hal Leonard patrocinou muitos prêmios para jovens músicos e educadores. A Hal Leonard fez uma parceria com a Jazz Education Network para oferecer a Hal Leonard Collegiate Scholarship, que foi concedida a Tanner Guss em 2017.
Em 2023, a Hal Leonard foi adquirida pelo Muse Group, proprietário de outros produtos relacionados a partituras, como MuseScore, Ultimate Guitar e StaffPad.